# Nokaneng Airport
Nokaneng Airport är en flygplats i Botswana.   Den ligger i distriktet North-West, i den nordvästra delen av landet, 700 km nordväst om huvudstaden Gaborone. Nokaneng Airport ligger 957 meter över havet.
Terrängen runt Nokaneng Airport är mycket platt. Trakten runt Nokaneng Airport är nära nog obefolkad, med mindre än två invånare per kvadratkilometer.. Närmaste större samhälle är Nokaneng, 7,2 km öster om Nokaneng Airport.
Omgivningarna runt Nokaneng Airport är huvudsakligen savann.